# Породин (Битољ)
Породин (мкд. Породин) је насеље у Северној Македонији, у јужном делу државе. Породин припада општини Битољ.

## Географија
Насеље Породин је смештено у крајње јужном делу Северне Македоније, близу државне границе са Грчком (5 km јужно од насеља). Од најближег већег града, Битоља, насеље је удаљено 14 km јужно.
Породин се налази у југозападном делу Пелагоније, највеће висоравни Северне Македоније. Насељски атар је равничарски, док се ка западу издиже планина Баба. Надморска висина насеља је приближно 600 метара.
Клима у насељу је умереноконтинентална.

## Становништво
Породин је према последњем попису из 2021. године имао 139 становника.
| Национални састав према попису из 2021.‍ | Национални састав према попису из 2021.‍ | Национални састав према попису из 2021.‍ | Национални састав према попису из 2021.‍ | Национални састав према попису из 2021.‍ |
| --------------------------------------- | --------------------------------------- | --------------------------------------- | --------------------------------------- | --------------------------------------- |
|                                         |                                         |                                         |                                         |                                         |
| Македонци                               | Македонци                               |                                         | 110                                     | 79,1%                                   |
| Албанци                                 | Албанци                                 |                                         | 17                                      | 12,2%                                   |
| непописани                              | непописани                              |                                         | 11                                      | 7,9%                                    |

Већинска вероисповест је православље.